# برسم‌دان
برسم‌دان ظرفی است که برسم را در آن می‌گذراند و شاخه‌ها را به آن تکیه می‌دهند. نام دیگر آن ماهروی است. وجه تسمیهٔ آن از آن روست که قسمت فوقانی آن که دو انتهای برسم‌ها را نگاه می‌دارد به شکل تیغهٔ ماه است.